# Robert James Waller
Robert James Waller (Charles City, 1 de agosto de 1939 - Fredericksburg, 10 de março de 2017) foi um escritor norte-americano, também conhecido por seu trabalho como fotógrafo e músico. Muitos de seus livros estiveram na lista dos mais vendidos do New York Times, principalmente o seu "As Pontes de Madison", que foi o top best-seller em 1993. tendo sido traduzido para mais de quarenta línguas. 
Seu livro The Bridges of Madison County foi adaptado para o cinema pelo ator e diretor Clint Eastwood. Este romance foi, em 1993, o maior bestseller  dos Estados Unidos, . Escreveu depois, com igual sucesso, Valsa Lenta em Cedar Bend, Música da Fronteira e Apuros em Puerto Vallarta.

## Biografia
Robert James Waller era filho de um criador e negociante de galinhas. Waller cresceu em Rockford, Iowa, onde sua mãe era dona de casa e seu pai operava um pequeno negócio. Ele foi educado na Universidade do Norte de Iowa e na de Indiana, onde recebeu seu doutorado. Ministrou cursos de administração, economia e matemática aplicada de 1968 a 1991 na University Northern Iowa, trabalhou por mais de vinte anos como músico (tocando violão e flauta) em casas noturnas, e também foi fotógrafo.
Mas foi em 1990 que Robert Waller, que já estava com 51 anos e assumia o cargo de diretor da Faculdade de Negócios e Administração, cansou-se da vida acadêmica. "Um dia olhei para eles e gritei: ‘Nunca ninguém aqui quis ser capitão no rio Amazonas?’ Olharam para mim como se eu fosse louco", contou à revista People. Pediu então uma licença sabática e partiu, não para o Amazonas, mas para o Mississippi fotografar o rio com um amigo. Aí, decidiram fazer um desvio para ver as pontes cobertas de Madison, no Iowa. Nesse cenário, Robert– que quando fez o doutoramento em Matemática e Economia na Universidade de Indiana, tocava guitarra e cantava músicas folk em cafés – lembrou-se de uma canção que escrevera anos antes sobre os sonhos de uma mulher chamada Francesca.
Onze dias depois tinha o seu primeiro romance escrito. Um fotógrafo da revista National Geographic, Robert Kincaid, de 52 anos, pergunta a direção para a ponte coberta Roseman a uma dona de casa de Iowa, de origem italiana, Francesca Johnson, de 45 anos. Os dois vivem uma paixão tórrida – o marido e os dois filhos estavam em viagem – que dura apenas quatro dias. O suficiente, diria Kincaid, para ser um grande amor: "Para o universo, quatro dias não são diferentes de quatro mil milhões de anos-luz".
Publicado quando James Waller tinha 52 anos, As Pontes de Madison County não recebeu o aplauso da crítica que desdenhou de algumas frases de Kincaid como esta: "Eu sou a autoestrada e um peregrino e todas as velas que alguma vez foram para o mar". Mas milhões de leitores deixaram-se tocar pelo melodrama: o livro destronou E Tudo o Vento Levou e galgou os tops até chegar a bestseller do The New York Times, lista onde ficou três anos. 
Publicado em 1992, este livro vendeu mais de 50 milhões de cópias, está traduzido em mais de 40 línguas. Oprah Winfrey fez uma edição especial do seu programa a partir de Madison County dizendo que o livro era "uma prenda para o país", o Orlando Sentinel representou os fãs: "Este romance é perfeito como uma lágrima." O êxito valeu a Waller um problema no pulso: assinou tantos autógrafos que ficou com síndrome do canal cárpico, disse anos mais tarde.
O sucesso aumentou quando o filme, realizado por Clint Eastwood (que interpreta Kincaid), com Meryl Streep no papel de Francesca, estreou em 1995. A crítica chegou a recomendar: "Esqueçam o livro, vejam o filme". 
As Pontes de Madison County, com a memorável cena do semáforo, rendeu mais de 170 milhões de euros de bilheteira e a nomeação para o Óscar de Melhor Atriz (Meryl Streep) e para os Globos de Ouro (Melhor Filme). O romance subiu depois à Broadway, mas o musical, que valeu prémios Tony a Jason Robert Brown (música), esteve em cena apenas 137 vezes. 
Com As Pontes de Madison County em alta retirou-se para um rancho, no Texas. Editou um álbum, The Ballads of Madison County, e em 10 dias escreveu novo livro, Valsa Lenta em Cedar Bend, também bestseller. A sua carreira como escritor não acabou aí mas os títulos posteriores (mais quatro) não fizeram o mesmo caminho (Border Music, de 1995, por exemplo mereceu do crítico do New York Times o qualificativo de "espectacularmente horrível". 
Os triângulos amorosos em algumas das suas ficções tinham um quê de real. Waller apaixonou-se pela paisagista que ele e a mulher, Georgia Wiedemeier – com quem casara há 36 anos e com quem tivera uma filha–, tinham contratado. Divorciou-se aos 58 ano e uniu-se ao novo amor, Linda Bow, que o acompanhou até sexta-feira, 10, quando morreu, aos 77 anos, com um mieloma múltiplo. Já não recebia 50 a 100 cartas por semana dos leitores de As Pontes de Madison County. Guardava, porém, um número na memória: por causa da história de Francesca e de Kincaid, até 2005, tinham-se celebrado 350 casamentos na ponte Roseman.

### Romances
- As Pontes de Madison County (1992), publicado pelas Edições ASA em 1995 (edição de bolso de 2002)
- Valsa Lenta em Cedar Bend (1993), publicado pelas Edições ASA em 1996
- Apuros em Puerto Vallarta (1995), publicado pelas Edições ASA em 1999
- Música da Fronteira (1995), publicado pelas Edições ASA em 1997
- Regresso a Madison County (2002), publicado pelas Edições ASA em 2004
- High Plains Tango (2005)
- The Long Night of Winchell Dear (2006)

### Coletâneas
- Just Beyond the Firelight (1988)

### Não Ficção
- One Good Road is Enough (1990)
- Iowa: Perspectives on Today and Tomorrow (1991)
- Old Songs in a New Café (1994)
- Images (1994)